# KDE Plasma Workspaces
KDE Plasma 4 (інколи KDE Plasma Workspaces) — термін, що застосовується для класифікації середовища робочого стола на основі KDE 4. Це декілька повністю переписаних технологій KDE, найпомітніший двигун віджетів, функціонуючий у більш уніфікованому та гнучкому середовищі. Його написано для заміни KDesktop, Kicker і SuperKaramba, для того, щоб надати розробникам єдиний API для написання віджетів і нових невеликих додатків, званих плазмоїдами.

## Опис
Cross scripting framework використовуватиметься для написання віджетів на JavaScript, Ruby і Python, на додаток до основної мови — C++.
Plasma буде розділяти компоненти на «джерела інформації» (data engines) і ті, що відображатимуть віджети. Це зроблено для полегшення повторного використання коду і поділу логіки і графічного інтерфейсу з можливістю їх роздільного написання.
На додачу до власних віджетів, розробники Plasma додали підтримку віджетів Apple Dashboard і планують реалізувати підтримку віджетів Opera. За допомогою бібліотеки зворотної сумісності віджети, що використовувалися SuperKaramba в KDE 3.x також підтримуватимуться Plasma.

## Майданчик тенет
- Офіційний сайт [Архівовано 30 січня 2017 у Wayback Machine.]